# Ванчура Роман Миколайович
Роман Миколайович Ванчура (нар. 25 лютого 1934) — український військовик та громадський діяч, вояк Української повстанської армії, учасник бойових дій у Другій світовій війні.

## Життєпис
Роман Ванчура народився 25 лютого 1934 року село Сороцьке Теребовлянського району Тернопільської області.
Вояк Української повстанської армії, учасник бойових дій у Другій світовій війні.Реабілітований.
Після проголошення незалежності України у 1991 році — очолює громадську організацію «Тернопільська обласна управа всеукраїнського братства ОУН-УПА ім. генерала Романа Шухевича — Тараса Чупринки „Лисоня“». Також виступає головою тернопільської обласної організації Всеукраїнського братства ОУН-УПА "Лисоня".
Нині мешкає у Тернополі.

## Нагороди
- Подяка Тернопільської облдержадміністрації[1]
- Ювілейна медаль Тернопільської обласної ради з нагоди 75-річчя створення УПА (2017)[2]
- Орден «За заслуги» III ступеня (2018) за значний особистий внесок у національне відродження та побудову Української держави, активну участь у національно-визвольному русі, багаторічну плідну громадську діяльність та з нагоди 100-річчя проголошення Західноукраїнської Народної Республіки[3]
- Довічна державна іменна стипендія громадянам України, які зазнали переслідувань за правозахисну діяльність[4].